# Andesembia calinae
Andesembia calinae is een insectensoort uit de familie Andesembiidae, die tot de orde webspinners (Embioptera) behoort. De soort komt voor in Colombia.
Andesembia calinae is voor het eerst wetenschappelijk beschreven door Ross in 2003.